# Лорен Лондон
Лорен Ніколь Лондон (англ. Lauren Nicole London; нар. 5 грудня 1984, округ Лос-Анджелес, Каліфорнія, США) — американська актриса і фотомодель.

## Життєпис
Ніародилася 5 грудня 1984 року в окрузі Лос-Анджелес в сім'ї єврея й афроамериканки. Деякий час навчалася в «Palisades Charter High School», а пізніше перейшла на домашнє навчання.
Почала кар'єру в 2004 році.
У 2008—2009 роках зустрічалася з музикантом Лів Вейном, 09 вересня 2009 народила сина Кемерона Семюеля Ері Картера. З 2013 року зустрічалася з репером Nipsey Hussle, 31 серпня 2016 народила сина Кроса Асдома. 31 березня 2019 року її партнер був застрелений.

## Фільмографія

### Кіно
- 2006 — Поза законом — Ерін «Нью Нью» Гарнетт
- 2009 — Ніч з Бет Купер — Кемерон «Кэмми» Элкотт
- 2009 — Доставка завтра авіапоштою — Іві
- 2009 — Гарне волосся — грає саму себе
- 2011 — Велика щаслива родина Медеї — Рене
- 2013 — Видача багажу — Ширі Мур
- 2016 — Ідеальний вибір — Джинджер

### Телебачення
- 2006 — Всі ненавидять Кріса — Мона (1 серія)
- 2007 — Красені — Келлі (2 серії)
- 2007 — Різдво — Мелані «Мел» Вітфілд
- 2008–2009 — 90210: Нове покоління — Христина Ворсі (три серії: «That Which We Destroy», «Hello, Goodbye, Amen» і «Help Me Rhonda»)
- 2009 — Сімейство Кардашян — грає саму себе (1-ша серія)
- 2011 — Вільні леді — Шеллі
- 2011 — Рід між рядків — Джентрі (дві серії)
- 2013–2015 — Гра — Кіра Вітакер (сезони 6-9)
- 2017 — Бунтарка — Кім
- 2021 — Правдива історія — Моніка

### Відеокліпи
- Pharrell feat. Jay-Z — «Frontin»
- Ludacris feat. Shawnna — «Stand Up»
- Young Gunz feat. Swizz Beatz — «Set it Off»
- Common feat. Lily Allen — «Drivin' Me Wild»
- Ne-Yo — «Miss Independent»
- Major Lazer — «Scare Me»
- E3 & Redman — «Ride»
- Snoop Dogg feat. Pharrell — «Drop It Like it's Hot»
- Pharrell feat. Charlie Wilson and Snoop Dogg — «That Girl»
- T. I. — «What You Know»
- Nicki Minaj — «Good form»